# Вербицький Петро Іванович (ветеринар)
Петро́ Іва́нович Верби́цький (1 січня 1953 — 12 лютого 2010) — український ветеринар, кандидат ветеринарних наук (2000).

## Життєпис
Народився у селі Новомикільське, нині Міловського району Луганської області.
У 1972 році з відзнакою закінчив Міловський ветеринарний технікум і розпочав трудову діяльність ветеринарним фельдшером колгоспу «Зоря» Міловського району Луганської області.
У 1977 році закінчив Харківський зооветеринарний інститут за спеціальністю «ветеринарний лікар». Протягом 1977—1980 років — головний ветеринарний лікар колгоспу в Біловодському районі Луганської облсті; у 1980—1982 роках — начальник Біловодської ветеринарної станції по боротьбі з хворобами тварин, головний ветеринарний лікар Біловодського району Луганської області; у 1982—1986 роках — голова колгоспу; у 1986—1999 роках — начальник управління державної ветеринарної медицини, головний державний інспектор ветеринарної медицини Луганської області.
З 1999 по 2005 роки — голова Державного департаменту ветеринарної медицини Міністерства аграрної політики України — головний державний інспектор ветеринарної медицини України.
З 14 серпня 2006 року — заступник міністра аграрної політики України.
Від 28 січня 2009 року і до самої смерті обіймав посаду голови Державного комітету ветеринарної медицини України.
Похований на кладовищі села Гатне Києво-Святошинського району Київської області.